# 福井南防波堤灯台
福井南防波堤灯台（ふくいみなみぼうはていとうだい）は、福井県坂井市の福井港福井区に立つ赤色コンクリート造の小型灯台。

## 歴史
- 1979年（昭和54年）10月30日 初点灯

## 付近の観光地・施設
- 福井港
- 福井北防波堤灯台